# 34
34（三十四、さんじゅうし、さんじゅうよん、みそじあまりよつ）は自然数、また整数において、33の次で35の前の数である。 

## 性質
- 34は合成数であり、正の約数は 1, 2, 17, 34 である。
  - 約数の和は54。
  - 約数の個数が3連続(33,34,35)で同じになる最小の中央の数である。次は86。
- 34 = 2 × 17
  - 12番目の半素数である。1つ前は33、次は35。
  - n = 1 のときの 17 × 2n の値とみたとき1つ前は17、次は68。(オンライン整数列大辞典の数列 A110287)
- 1/34 = 0.02941176470588235… (下線部は循環節で長さは16)
  - 逆数が循環小数になる数で循環節が16になる2番目の数である。1つ前は17、次は51。
- 9番目のフィボナッチ数である。1つ前は21、次は55。
  - 2番目の半素数のフィボナッチ数である。1つ前は21、次は55。(オンライン整数列大辞典の数列 A053409)
    - 偶数の半素数かつフィボナッチ数である唯一の数である。
- 4番目の七角数である。4(5 × 4 − 3) / 2 = 34。1つ前は18、次は55。
- 34 = 4 × (42 + 1)/2
  - n = 4 のときの n(n2 + 1)/2 の値とみたとき1つ前は15、次は65。
  - 4 × 4 の魔方陣の1列の和は 34 である。 1 から 16 (= 42) までの整数の和は 136 でありそれを4で割ると1列あたり 34 になる。

| 16 | 3  | 2  | 13 |
| 5  | 10 | 11 | 8  |
| 9  | 6  | 7  | 12 |
| 4  | 15 | 14 | 1  |
- 34 = 6 + 28
  - 最初から2番目までの完全数 6 と 28 の和で表せる数である。完全数の総和と考えると次は530。
  - 異なる完全数の和で表せる数とみたとき１つ前は28、次は496。(オンライン整数列大辞典の数列 A185351)
  - 数列 2n−1(2n − 1) において隣りあう2項の和とみたとき1つ前は7、次は148。(オンライン整数列大辞典の数列 A080960)
- 各位の和が7になる4番目の数である。1つ前は25、次は43。
- 各位の平方和が平方数になる13番目の数である。1つ前は30、次は40。(オンライン整数列大辞典の数列 A175396)
32 + 42 = 25 = 52
- 各位の立方和が91になる最小の数である。次は43。(オンライン整数列大辞典の数列 A055012)
  - 各位の立方和が n になる最小の数である。1つ前の90は12333、次の92は134。(オンライン整数列大辞典の数列 A165370)
- 連続自然数を昇順に並べてできる3番目の数である。1つ前は23、次は45。(参照オンライン整数列大辞典の数列 A035333)
- 正34角形は定規とコンパスのみで作図できる15番目の正多角形である。1つ前は正32角形、次は正40角形。(オンライン整数列大辞典の数列 A003401)
- 偶数の3番目のノントーティエントである。1つ前は26、次は38。
- 2つの素数の和4通りで表せる最小の数である。次は36。(オンライン整数列大辞典の数列 A067190)
34 = 3 + 31 = 5 + 29 = 11 + 23 = 17 + 17
  - 2つの素数の和 n 通りで表せる最小の数である。1つ前の3通りは22、次の5通りは48。(オンライン整数列大辞典の数列 A023036)
- 34 = 32 + 52
  - 異なる2つの平方数の和で表せる9番目の数である。1つ前は29、次は37。(オンライン整数列大辞典の数列 A004431)
  - n = 2 のときの 3n + 5n の値とみたとき1つ前は8、次は152。(オンライン整数列大辞典の数列 A074606)
- 34 = 32 + 32 + 42
  - 3つの平方数の和1通りで表せる16番目の数である。1つ前は30、次は35。(オンライン整数列大辞典の数列 A025321)
- 34 = (1 + 2 + 3 + 4) + (1 × 2 × 3 × 4) 。この形の1つ前は12、次は135。(オンライン整数列大辞典の数列 A101292)
- 34 = 62 − 2
  - n = 2 のときの 6n − n の値とみたとき1つ前は5、次は213。(オンライン整数列大辞典の数列 A024063)
- 6番目のマルコフ数である。1つ前は29、次は89。
  - 12 + 132 + 342 = 3 × 1 × 13 × 34
- n = 34 のとき n と n − 1 を並べた数を作ると素数になる。n と n − 1 を並べた数が素数になる5番目の数である。1つ前は24、次は42。(オンライン整数列大辞典の数列 A054211)
- 34 = 0! + 1! + 2! + 3! + 4!
  - 0からの連続階乗和とみたとき1つ前は10、次は154。(オンライン整数列大辞典の数列 A003422)

## その他 34 に関連すること
- NNN系列のミヤギテレビ、ANN系列の青森朝日放送、FNN系列の富山テレビ・山陰中央テレビ・テレビくまもと、独立UHF局のKBS京都のガイドチャンネル。
- 原子番号 34 の元素はセレン (Se)
- スペインへの国際電話番号
- 麻雀の牌の種類（萬子・筒子・索子各9種と字牌7種（3元牌＋4風牌））
- 年始から数えて34日目は2月3日。通称節分。豆まきや恵方巻きを食べる習慣がある。
- 日本の34代目の内閣総理大臣は、近衛文麿。
- 大相撲の第34代横綱は男女ノ川登三である。
- プロ野球・読売ジャイアンツの背番号34は金田正一投手の永久欠番
  - 金田は国鉄スワローズ（現・東京ヤクルトスワローズ）でも背番号34を付けていたが、こちらでは永久欠番とはなっていない。
- ロードレース世界選手権におけるケビン・シュワンツの永久欠番。
- 第34代周王は烈王である。
- 第34代ローマ教皇はマルクス（在位：336年1月18日 - 10月7日）である。
- 易占の六十四卦で第34番目の卦は、雷天大壮。
- クルアーンにおける第34番目のスーラはサバアである。
- アメリカ合衆国の34番目の州はカンザス州である。
- JIS X 0401、ISO 3166-2:JPの都道府県コードの「34」は広島県。
- T-34 は、第二次世界大戦から冷戦時代に掛けてソビエト連邦を中心に使用された中戦車である。
- ティレル・P34は、F1コンストラクターのティレルが製作したフォーミュラ1カーである。

## 符号位置
| 記号 | Unicode | JIS X 0213 | 文字参照          | 名称                      |
| ---- | ------- | ---------- | ----------------- | ------------------------- |
| ㉞   | U+325E  | 1-8-46     | &#x325E; &#12894; | CIRCLED DIGIT THIRTY FOUR |